# Měsíce v českých dějinách
Jména některých kalendářních měsíců se tradičně používají (s velkým počátečním písmenem a bez udání letopočtu) pro označení některých zlomových událostí v českých (resp. československých) dějinách.
Leden (1968)[zdroj?]
5. ledna 1968 nahradil Alexander Dubček Antonína Novotného na místě prvního tajemníka ÚV KSČ. Tato událost bývá pokládána za začátek pražského jara.
Příklad užití: „Polednový vývoj“
Únor (1948)
25. února 1948 prezident Edvard Beneš přijal demisi nekomunistických ministrů a souhlasil s doplněním vlády podle návrhu Klementa Gottwalda. Toto získání moci pak komunistický režim označoval jako únorové vítězství pracujícího lidu.
Příklad užití: „Cíl tzv. nezávislých iniciativ: návrat před Únor“ (článek Rudolfa Janíka v časopise Nová mysl z dubna 1989)
Březen (1848)[zdroj?]
Povstání ve Vídni v březnu 1848 vedlo k odstoupení nepopulárního kancléře Metternicha, zrušení cenzury a příslibu ústavy. Těmito událostmi začala přeměna Rakouska z absolutistické na konstituční monarchii. Viz Revoluce v roce 1848.
Příklad užití: „České země v době předbřeznové“ (titul knihy Jitky Lněničkové z r. 1999)
Květen (1945)
Vztahuje se na květnové povstání českého lidu a konec druhé světové války v Evropě.
Příklad užití: „Květnové události“
Srpen (1968)
V noci z 20. srpna na 21. srpna 1968 začala invaze vojsk Varšavské smlouvy do Československa, která ukončila tzv. Pražské jaro 1968.
Listopad (1989)
Označuje sametovou revoluci, období změn v Československu mezi 17. listopadem a 29. prosincem roku 1989, které vedly k pádu komunistického režimu.